# Marilan
O Grupo Marilan é uma empresa de produtos alimentícios brasileira. Além de Marilan, a empresa detém as marcas Casa Suíça, Top Cau, Teens, Lev, Pit Stop e Festtone, atuando em mais de 30 países. O grupo possui cinco fábricas, localizadas em Marília, Jandira, Itapevi, Pari e Igarassu, contando com mais de 4.500 funcionários.

## História
Inaugurada em 31 de março de 1957, a Indústria de Biscoitos Marilan Ltda. surgia num modesto prédio localizado na cidade de Marília. Com uma pequena produção e um forno estilo padaria aquecido à lenha, foram produzidos os primeiros biscoitos Maria, Água e Sal, Coco e Maizena.
Na década de 1970, a família Garla tomou a importante decisão de investir em uma nova instalação industrial. Em 1976, o novo parque industrial com 67 mil metros quadrados foi inaugurado. Na época, trabalhavam 250 funcionários. Os processos, antes manuais, deram espaço a equipamentos automatizados ampliando a capacidade produtiva.
Nos anos 1990, a Marilan chega a marca de 84 mil toneladas de biscoitos produzidos por ano e contava com 1300 colaboradores diretos.
Do parque fabril, localizado em Marília, no interior de São Paulo, são distribuídos os produtos consumidos em todo o Brasil e exportados para mais de 50 países, marcando presença em todos os continentes.
Atualmente, a Marilan possui 21 linhas de fabricação distribuídas em 53 mil m² de área construída. O parque fabril, com capacidade produtiva de aproximadamente 220 mil toneladas por ano. O grupo possui 30 lojas próprias e 160 mil pontos de venda, entre canais diretos e distribuidores.